# Madden NFL 2004
Madden NFL 2004 é o 14º jogo da série de jogos eletrônicos de futebol americano Madden NFL. Michael Vick, ex- quarterback de Atlanta Falcons, está na capa. Novas características em Madden 2004 inclui um nova opção "owner mode" que permite ao jogador controlar uma franchise. Nesse modo, o jogador lida com todas as responsabilidades relacionadas a ser dono de um time profissional de futebol americano, desde regular os preços de barracas de cachorro-quente, alocação de times, a contratar e demitir a equipe de treinadores. Outra nova característica é a habilidade de editar o histórico do time. Há também um novo campo de treinamento, acontecendo na pré-temporada, pode ajudar os jogadores a melhorar mais rapidamente. O jogo foi nomeado "Jogo do Ano no 2003 Spike TV Video Game Awards.